# Bratinka József
Bratinka József (Balassagyarmat, 1952. január 5. – Budapest, 2011. március 25.) magyar nyelvész, országgyűlési képviselő.

## Élete
Bratinka József és Czakó Magdolna gyermekeként született.
1971-1976 között a JATE BTK magyar–francia szakán tanult.
1975-1976 között a párizsi École normale supérieure-ön ösztöndíjas. 1976-1978 között a JATE BTK magyar nyelvészeti tanszékén gyakornok, 1978-1983 között tanársegéd, 1983-1999 között adjunktus. 1982-1986 között a Lille-i Egyetem magyar lektora. 1988-ban a Magyar Demokrata Fórum szegedi szervezetének alapító tagja, 1992-1994 között elnöke. 1990-1994 között országgyűlési képviselő. 1990 és 1994 között az Interparlamentáris Unió magyar csoportjának tagja. 1992 és 1994 között az Európai Biztonsági és Együttműködési Értekezlet Parlamenti Közgyűlésének alelnöke. 1993-1994 között az európai közösségi ügyek bizottságának tagja. 1995 és 1999 között szentszéki nagykövet, akkreditálva a Máltai Lovagrendhez is. 1999-től 2009-ig a Külügyminisztérium emberi és kisebbségi jogi főosztályának főtanácsosaként tevékenykedett.
Kutatási területe a magyar nyelvtörténet és jelentéstan.
2011. március 25-én hunyt el Budapesten.

## Magánélete
1976-ban feleségül vette Polgár Editet. Egy lányuk született; Zsófia (1986).

## Elismerései, kitüntetései
- 1994: Az Európa Tanács Parlamenti Közgyűlésének Pro Merito érdemérme, örökös tiszteletbeli közgyűlési tagság
- 1997: Magna Cruce Equitem Ordinis Piani, II. János Pál pápa a Piusz Lovagrend Nagykeresztjével ismerte el nagyköveti tevékenységét
- 1999: Magna Cruce Ordinis pro Merito Melitens, Fra’ Andrew Bertie herceg, a Szuverén Máltai Lovagrend nagymestere által adományozott Érdemrend Nagykeresztje

## Külső hivatkozások
- Adatlapja a Parlament.hu-n